# 弗洛伦丝·劳伦斯
弗洛伦丝·劳伦斯（英語：Florence Lawrence，1886年—1938年），是被电影行业誉为「永恒的比沃格拉夫女孩（The Biograph Girl）)」和「电影明星始祖」而名声在外的美国女演员及世界第一位电影明星。

## 生平
三岁时劳伦斯被她的母亲带到一家公司，完成舞台处女秀。当时她以艺名「罗塔·劳伦斯」被宣传作「弗洛伦丝宝贝，天才儿童」。以失败结束之后，她开始于百老汇工作，1906年受雇于爱迪生公司。1907年她转投维他格拉夫公司，以「翡冷翠·特娜」的艺名成为「维他格拉夫女孩」。随后劳伦斯被D.W.格里菲斯签为比沃格拉夫的电影演员，并在那里成为「比沃格拉夫女孩」。1909年她转投卡尔·莱姆勒的独立电影（IMP）公司，成为「IMP女孩」。1912年，两年时间里已经在IMP拍摄过一系列作品的劳伦斯，在莱姆勒的协助下于新泽西成立个人公司和「李堡工作室」 。
1915年，她在拍摄特技表演时被燃烧的楼梯烧成重伤。她的身心健康遭受打击，并且没有恢复迹象。1920年代她实施了整容手术。1936年签约米高梅，多是扮演龙套角色。1938年，工资75美元一星期的劳伦斯服用了止咳糖浆勾兑的致命物，享年52周岁。

## 轶事
永恒的比沃格拉夫女孩——1910年当劳伦斯离开比沃格拉夫公司之后，公司后来尝试打造「 新比沃格拉夫女孩 」，但都以惨败结局。直到这个原版的「比沃格拉夫」故去仍无起色 。
她被下葬于好莱坞永恒公墓。在她的葬礼结束之后，当时正经历二战，曾很多年都无人前去看望 。